# Changy, Loire
Changy là một xã trong tỉnh Loire miền trung nước Pháp.